# Faggyej Vasziljevics Sievers
Faggyej Vasziljevics Sievers (oroszul: Фадде́й Васи́льевич Си́верс) vagy Thadeus Baron von Sievers, illetve Siwers; (Orosz Birodalom, 1853. október 18. – Orosz Birodalom, 1915. április) a cári hadsereg balti német származású tábornoka.

## Élete
Sievers a varsói gyalogsági iskolában (1872-ben végzett) és a szentpétervári Nyikolaj Vezérkari Akadémián (1881-ben végzett) szerezte a képzettségét.
Részt vett az orosz–török háborúban. Miután a kiképzése véget ért, először különböző alakulatok parancsnokaként szolgált elsősorban a Kaukázusban és a Fekete-tenger körzetében, később Szibériában is. 1900-tól 1901-ig részt vett a „kínai hadjáratban”, a bokszerlázadás leverésében. 1906-ban kinevezték a Vilnai Katonai Körzet törzsfőnökévé. 1908-tól a 16. hadtest, 1911-től a 10. hadtest parancsnoka volt. 1912. december 6-án előléptették gyalogsági tábornokká (a második legmagasabb rang az orosz hadseregben).
Az első világháborúban az irányítása alatt álló csapatok kezdetben sikereket értek el Przemyślnél és Rava-Ruszkánál az osztrák–magyar hadsereg ellen. 1914 szeptemberében ezért kitüntették a Szent György-rend 4. fokozatával, és kinevezték az Északnyugati Front (Zsilinszkij) 10. hadseregének parancsnokává. 1914 októberében a hadseregnek sikerült bevennie Stallupönent (ma Nyesztyerov, Oroszország) és Goldapot (ma Lengyelország).
A Kelet-Poroszországban tevékenykedő orosz hadseregek a továbbiakban nem értek el nagy sikereket. 1915 februárjában a második mazuri tavaki csatában a 10. hadserege nagy része megsemmisült. A vereség után Sieverset leváltották, bár azok közé tartozott, akik már korábban felhívták a figyelmet a kialakult kedvezőtlen stratégiai helyzetre. Utóda a hadsereg élén Jevgenyij Radkevics lett. 1915. április 25-én nyugállományba küldték, depressziós lett, és nemsokára öngyilkosságot követett el.

## Fordítás
- Ez a szócikk részben vagy egészben  a   Thadeus von Sievers című német Wikipédia-szócikk ezen változatának fordításán alapul.  Az eredeti cikk szerkesztőit annak laptörténete sorolja fel. Ez a jelzés csupán a megfogalmazás eredetét és a szerzői jogokat jelzi, nem szolgál a cikkben szereplő információk forrásmegjelöléseként.